# Festival Internacional de Cinema do Funchal

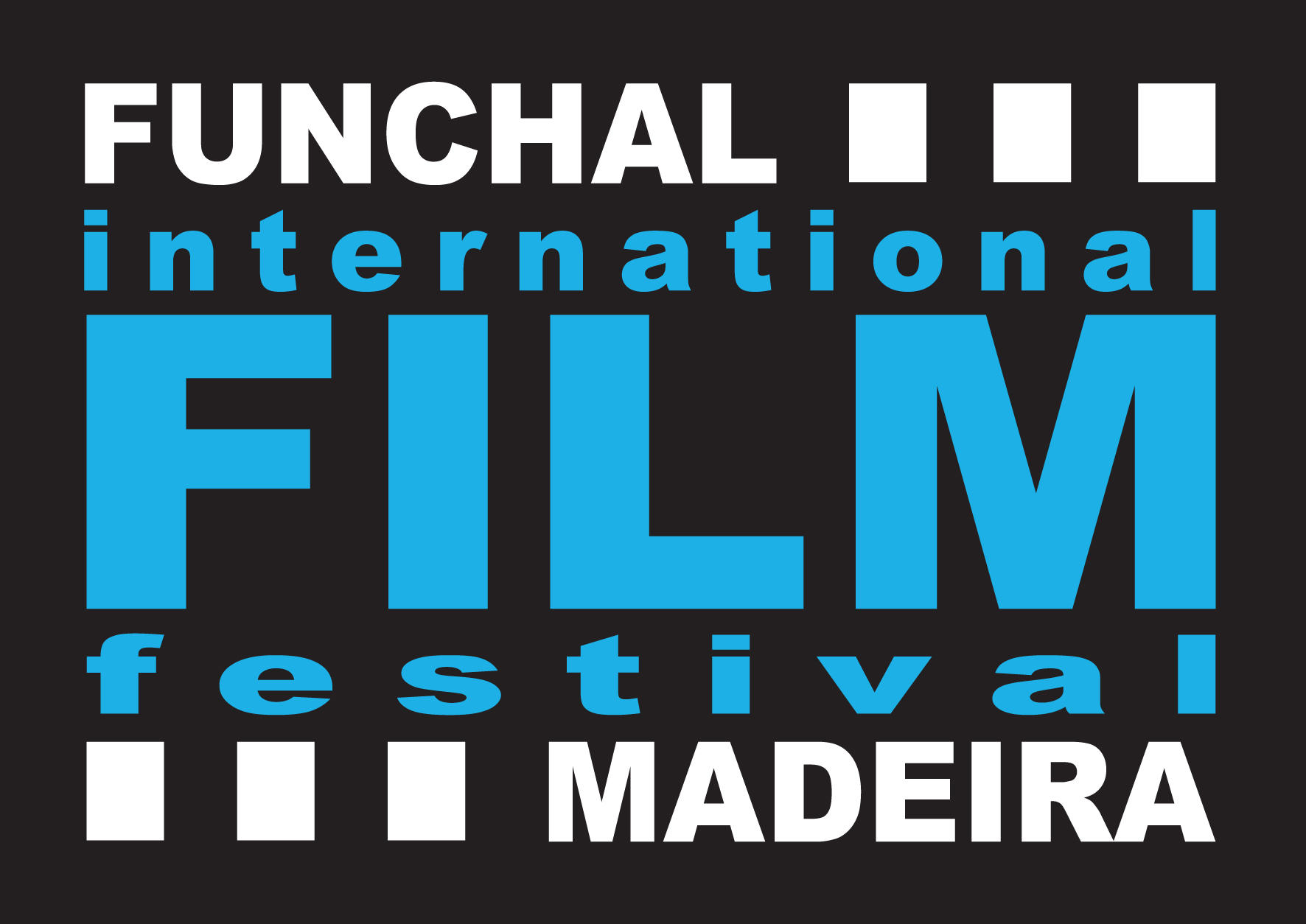

O Festival Internacional de Cinema do Funchal é um evento cinematográfico anual, que pretende dar a conhecer ao público da Madeira, as produções que habitualmente não chegam às salas de cinema do arquipélago. O evento realiza-se desde 2005 e tem como diretor Henrique Teixeira, mentor do festival.

## Membros do júri
- 2005 – Claudio Utrera, Cristina Homem de Melo, Dalila Carmo
- 2006 – João Pestana, Carlota Gonçalves, Ruben Thorkildsen
- 2007 – Elisa Tolomelli, Bruno Chatelin, Malú de Martino, José Vieira Mendes, José António Santos
- 2008 – José Fonseca e Costa, Fernanda Silva, Dennis West, Pilar Anguita-MacKay, Alexander Oppersdorff
- 2010 - Fernando Vendrell, Beatriz Flores Silva, Giacomo Martini, Phyllis Mollet, Stjepan Hundic
- 2011 - Derek de Lint, Caroline Hicks, Niksa Svilicic, Ana Brito e Cunha

## Palmarés
- 2005 – The Bridge of San Luis Rey, de Mary McGukian
- 2006 – L’Enfant Endormi, de Yasmine Kassari
- 2007 – Mutluluk, de Abdullah Oguz
- 2008 – Sztuczki, de Andrzej Jakimowski
- 2010 - About Elly, de Asghar Farhadi
- 2011 - La Vida de los Peces, Matias Bize

## Prémio Carreira
- 2005 – António da Cunha Telles (produtor), Victoria Abril (actriz)
- 2006 – Virgílio Teixeira (actor)
- 2007 – Susannah York (actriz), José Fonseca e Costa (realizador)
- 2008 – Claudia Cardinale (actriz), João Botelho (realizador)
- 2010 - Geraldine Chaplin (actriz)
- 2011 - Terry Jones (actor e realizador), Roberto Figueira de Farias (realizador e produtor)